# کنستانتین کولتسوف
کنستانتین کولتسوف (بلاروسی: Канстанцін Яўгенавіч Кальцоў؛ ۱۷ آوریل ۱۹۸۱ – ۱۸ مارس ۲۰۲۴) بازیکن هاکی روی یخ اهل بلاروس بود.

## بازی بین المللی
در سطح بین المللی، کولتسوف در تیم ملی بلاروس در بازی های المپیک زمستانی و مسابقات جهانی IIHF بازی کرد.

## زندگی شخصی و مرگ
کولتسوف از همسر سابقش جولیا صاحب سه فرزند شد. آنها در سال ۲۰۲۰ از هم جدا شدند. او در ژوئن ۲۰۲۱ با آرینا سابالنکا تنیس‌باز بلاروس ازدواج کرد. کولتسوف و سابالنکا در زمان مرگ کولتسوف از هم جدا شده بودند.
باشگاه سابق کولتسوف، صلوات یولایف، مرگ او را در ۱۸ مارس ۲۰۲۴ اعلام کرد. او ۴۲سال داشت. اداره پلیس میامی داد گفت که این یک خودکشی ظاهری بوده است و کولتسوف از بالای بالکن در بندر سنت رجیس بال به پائین پریده است.